# Metanema inatomaria
Metanema inatomaria är en fjärilsart som beskrevs av Achille Guenée 1858. Metanema inatomaria ingår i släktet Metanema och familjen mätare. Inga underarter finns listade i Catalogue of Life.

## Bildgalleri

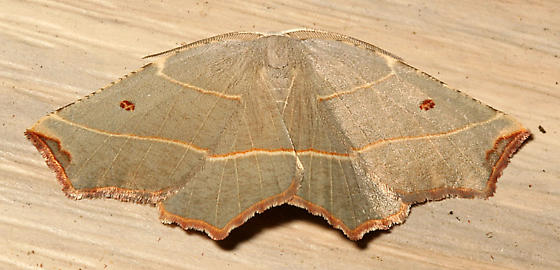